# Richard Laurence Marquette

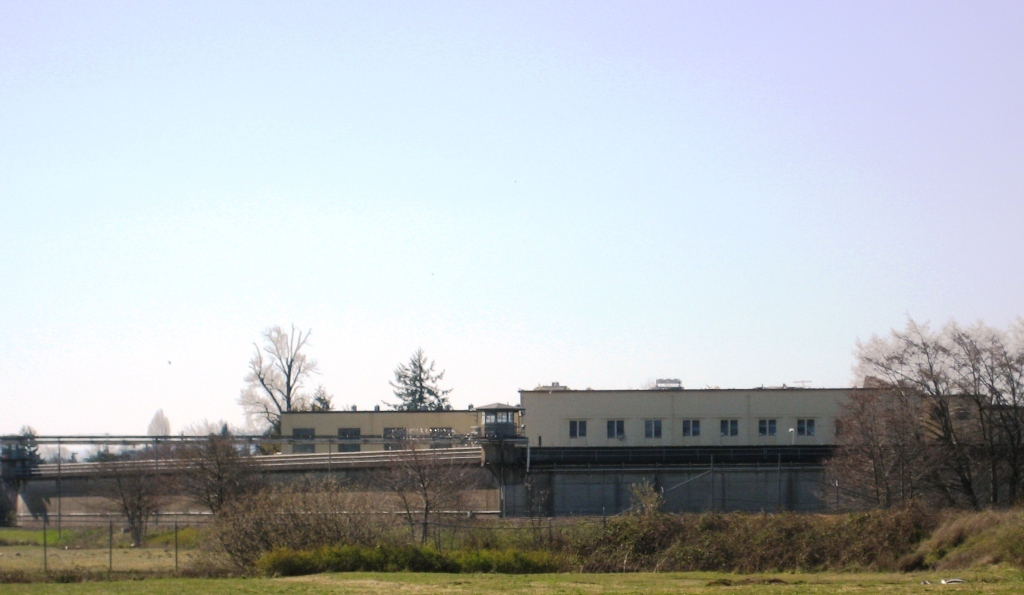
Penitenciaria Estatal de Oregón, donde Marquette ha permanecido por más de 40 años.

Richard Lawrence Marquette (12 de diciembre de 1934), también conocido como Dick Marquette, es un asesino en serie estadounidense. Asesinó a tres mujeres, les extrajo la sangre, mutiló y desmembró sus cuerpos y esparció sus restos. Fue la primera persona en ser agregada como undécimo nombre en la lista de los diez fugitivos más buscados por el FBI, en relación con el asesinato de Joan Caudle, en Portland, Oregón, en 1961. Ha estado encarcelado en la Penitenciaria Estatal de Oregón desde junio de 1975.

## Antecedentes personales
Richard Laurence (Lawrence) Marquette nació el 12 de diciembre de 1934 en Portland, Oregón.

## Asesinatos

### Joan Caudle
El 8 de junio de 1961, la policía de Portland recibió una llamada telefónica de una ama de casa local después de que su perro llevó a casa un pie humano en una bolsa de papel. Mientras los detectives se encontraban investigando en la casa de la mujer, el perro regresó, esta vez llevando una mano. Inmediatamente, la zona se examinó rigurosamente y se descubrieron muchas más partes de cuerpos, todas frescas y exangües, sin que hubiera habido ningún intento de enterrarlas. El pie pertenecía sin duda a una mujer, tenía las uñas pintadas de rojo brillante y los dedos estaban ligeramente palmeados. Una autopsia de los restos concluyó que se había drenado la sangre de las venas y arterias poco después de la muerte, lo que descartó la posibilidad de que se tratara de un cadáver enterrado que alguien desenterró y desmembró.
La policía revisó reportes de personas desaparecidas e investigó primero el de una adolescente que había huido de casa de su tía, con quien vivía. La tía dijo que su sobrina no tenía los pies palmeados, ni tampoco acostumbraba a pintarse las uñas. Además, sus zapatos eran demasiado pequeños en comparación con el pie de la mujer muerta.
El siguiente reporte era sobre Joan Caudle, ama de casa de 23 años de Portland y madre de dos hijos, quien fue reportada como desaparecida por su marido. El Sr. Caudle era el sospechoso más inmediato, por lo que los investigadores le interrogaron cuidadosamente. Dijo que ella había ido a comprar regalos para el Día del Padre cuando desapareció. Aunque su marido dijo que Joan no solía beber, últimamente había estado deprimida porque su madre estaba gravemente enferma, por lo que era totalmente posible que hubiera parado en un bar.
Los investigadores le preguntaron si era posible que su esposa estuviera viendo a otro hombre, pero él dijo no podía tener tiempo para eso al tener que cuidar a dos niños pequeños, y tampoco era del tipo que haría algo así. Cuando se le preguntó si Joan tenía pies palmeados, admitió que nunca había prestado tanta atención a sus pies, así que no podía asegurarlo. Añadió que Joan no conducía, por lo que habría tomado un autobús o un taxi para desplazarse por la ciudad. Al revisar los zapatos en el armario de Caudle se determinó que eran de la talla correcta para el pie.
La policía luego encontró un testigo, una mujer de la zona que frecuentaba bares y tenía una serie de arrestos por embriaguez y desorden público. Ella les dijo que había estado en un bar la noche del 7 de junio y conoció a un hombre que le dijo que se llamaba Marquette. Según su relato, estaban congeniando bien hasta que otra mujer se acercó y captó su atención. Después de que la policía le mostró una fotografía de Joan Caudle, la mujer confirmó que era la misma mujer que vio en el bar, y añadió que tuvo suerte de no haber sido ella quien se fuera a casa con Marquette.
La policía encontró la residencia de Marquette, una pequeña casa que parecía una choza, pero no había nadie dentro. Una vez dentro, descubrieron partes de cuerpos humanos cuidadosamente descuartizados y envueltos en papel de periódico en el interior del refrigerador. También encontraron lencería manchada de sangre. La única pieza significativa que faltaba era la cabeza.
Se comenzó la búsqueda luego de emitir una orden de arresto. Mark Hatfield, gobernador de Oregón, calificó el crimen como “el más atroz en la historia de Oregón” y solicitó ayuda del FBI, que tomó la inusual medida de ampliar su lista de fugitivos más buscados a once nombres, siendo la primera vez que lo hacía. La táctica funcionó; Marquette fue arrestado en California un día después de ser incluido en la lista. No opuso resistencia y parecía casi aliviado por su arresto. Al revisar sus antecedentes se reveló que tenía dos arrestos anteriores, uno en junio de 1956 por intento de violación, y el otro en agosto de 1957 por robo en una gasolinera en Portland, por el que pasó un año en la cárcel.
Marquette afirmó que estaba en el bar cuando vio a Caudle acompañada de otro hombre, pero ella lo reconoció de la escuela primaria y se acercó a él. Tomaron un par de bebidas, fueron a varios bares más, y según su relato, luego regresaron a casa de Marquette, donde su antigua compañera de clase bebió más cerveza con él y supuestamente accedió a tener relaciones sexuales. Cuando los investigadores preguntaron qué sucedió después, Marquette declaró que los dos tuvieron relaciones sexuales, pero después comenzaron a discutir, tras lo cual él asfixió a Caudle hasta matarla. Debido a que no tenía un vehículo para deshacerse de sus restos, entró en pánico y arrastró el cadáver hasta la ducha, donde la desmembró.
Por todo lo que los investigadores encontraron acerca de Caudle, la historia de Marquette sonaba poco convincente, pero era el único testigo vivo del crimen. La fiscalía pidió que se le acusara también de violación, ya que no creía que el coito fuera consensuado entre ambos. Cuando se le preguntó qué había pasado con la cabeza de Joan Caudle, Marquette condujo a la policía a la orilla de un río, cerca de Oaks Park, en Portland, donde la sacaron de unos troncos podridos en la orilla del agua. Marquette fue declarado culpable de asesinato en primer grado, aunque el jurado recomendó indulgencia. Marquette fue sentenciado a cadena perpetua; sin embargo, al cabo de una sentencia de 11 años, durante la cual fue descrito como un “prisionero modelo”, salió en libertad condicional en 1973.

### Betty Wilson
En abril de 1975, un pescador encontró restos humanos mutilados flotando en una ciénaga poco profunda en el condado de Marion, Oregón. Una vez más, se le había extraído la sangre al cadáver, había sido salvajemente mutilado y desmembrado antes de ser abandonado con el mínimo de esfuerzo para esconderlo. En el lugar se encontró y recuperó la mayor parte del cuerpo, excepto los genitales, que faltaban pero que nunca se encontraron. Los detectives determinaron que los restos eran los de Betty Wilson, de 37 años y originaria de Carolina del Norte, quien había llevado una dura vida de pobreza y tuvo 11 hijos desde que se casó a los 16 años.
Vivieron durante un tiempo en un autobús escolar abandonado al borde del vertedero de la ciudad, sin electricidad ni agua corriente, y ella afirmaba que su marido la maltrataba. Con todos sus hijos en hogares temporales, Wilson se metió un día en el maletero del auto de su hermana para comenzar una nueva vida lejos de Carolina del Norte y estuvo viviendo con ella en Salem. Fue vista con vida por última vez en un club nocturno concurrido. El marido de Wilson se convirtió en el sospechoso inicial y más obvio, pero prontamente se verificó que había estado trabajando en Carolina del Norte en ese momento, por lo que no podía ser responsable de un asesinato que sucedió al otro lado del país.
Por lo tanto, Marquette se convirtió en el sospechoso principal. Los detectives comenzaron a vigilar su casa y obtuvieron una orden de registro. Registraron tanto el interior como el exterior del tráiler en el que vivía Marquette, encontrando varias pruebas físicas, pequeñas pero contundentes, que lo vinculaban con el asesinato de Betty Wilson. Cincuenta y cinco horas después del descubrimiento de los primeros restos, Marquette fue nuevamente arrestado por asesinato. En vista de las abrumadoras pruebas físicas y de la gran similitud con el asesinato de Caudle, Marquette se declaró culpable del asesinato de Wilson.
Su historia fue similar a la que usó antes; que fueron hasta la casa de Wilson y ella accedió a tener relaciones sexuales, pero luego se negó, tras lo cual la estranguló y la desmembró. Pese a la precisión casi quirúrgica con la que desmembraba a sus víctimas, Marquette afirmó que él no era cazador y tampoco tenía ninguna formación como carnicero. Si bien declaró que desmembró a Joan Caudle porque no tenía un vehículo para deshacerse del cuerpo, sí contaba con una camioneta más que adecuada cuando asesinó a Wilson, pero aun así decidió desmembrarla.
Aunque Marquette no lo diría con sus propias palabras, los investigadores podían estar seguros de que era parte de su obsesión. Fue sentenciado en mayo a cadena perpetua sin posibilidad de libertad condicional. Los psiquiatras criminales que trabajaron con Marquette concluyeron que era un individuo perfectamente normal y socialmente adaptado, excepto cuando las mujeres lo rechazaban. Agregaron que el escozor del rechazo desencadenaba una furia asesina. Marquette ha estado encarcelado en la Penitenciaria Estatal de Oregón desde junio de 1975.

### Jane Doe (Sin Nombre)
Además de confesar el asesinato de Betty Wilson, Marquette también confesó otro asesinato con el mismo estilo en 1974. Conoció a una mujer en un bar, la convenció para que fueran a su casa, luego procedió a asfixiarla hasta matarla, mutilar y desmembrar su cadáver. Marquette condujo a los detectives a dos tumbas poco profundas en las que se había deshecho de la mayor parte de los restos, pero la cabeza nunca fue recuperada, y como los restos eran en su mayoría óseos, no hubo forma de identificar a la mujer. Marquette dijo que no sabía su nombre y, como no volvió a saber nada más del asunto, supuso que nadie la echaba de menos. Todavía se desconoce su identidad.